# Jimmy Dzingai
Jimmy Dzingai (Harare, 21 novembre 1990) è un calciatore zimbabwese, difensore del Scottland e della nazionale zimbabwese.

## Carriera

### Club
Ha giocato nei campionati zimbabwese, zambiano e bengalese.

### Nazionale
Ha fatto il suo debutto per la nazionale maggiore nel 2017.